# Symploce breviramis
Symploce breviramis es una especie de cucaracha del género Symploce, familia Ectobiidae.

## Distribución
Esta especie se encuentra en Indonesia (Sumatra y Célebes).